# 大洛日
大洛日，是匈牙利杰尔-莫雄-肖普朗州所辖的一个村。总面积19.25平方公里，总人口994，人口密度51.6人/平方公里（2011年1月1日）。